# Southend (Bradfield)
Southend es una localidad situada en la autoridad unitaria de Berkshire Occidental, en el condado de Berkshire, Inglaterra (Reino Unido), con una población estimada a mediados de 2019 de 764 habitantes. Se encuentra a 11 km de Reading.